# Prestonia cyaniphylla
Prestonia cyaniphylla är en oleanderväxtart som först beskrevs av Henry Hurd Rusby, och fick sitt nu gällande namn av R. E. Woodson. Prestonia cyaniphylla ingår i släktet Prestonia och familjen oleanderväxter. Inga underarter finns listade i Catalogue of Life.